# Валгъярве (волость)
Валгъярве (эст. Valgjärve) — бывшая волость в Эстонии в составе уезда Пылвамаа.

## Положение
Площадь волости — 143,02 км², численность населения на 1 января 2009 года составляла 1562 человека.
Административный центр волости — деревня Саверна. Помимо этого, на территории волости находятся ещё 15 деревень: Абиссааре, Айасте, Хаука, Кооли, Крюйднери, Мааритса, Мюгра, Пикаярве, Пикарейну, Пууги, Сирвасте, Сулаоя, Тийдо, Валгъярве и Висси.

## Правописание
Название волости Valgjärve получило широкую известность в Эстонии и среди филологов благодаря включению этого слова в «Правила русской передачи эстонских имён и названий», где настоятельно рекомендуется употребление Ъ знака в слове ВалгЪярве:

jüü = юй Jüüsiku = Юйзику

Примечание: если после согласного пишутся буквосочетания ja, je, ju, jä, jü, то при их передаче используется буква ь: Ahja = Ахья, Kärje = Кярье, Kaljuste = Кальюсте, Mustjala = Мустьяла. Вместо буквы ь можно использовать букву ъ, если сочетание с j находится на стыке компонентов (особенно при слове järv(e), напр. Valgjärve = Валгъярве).